# Micronaclia severina
Micronaclia severina är en fjärilsart som beskrevs av Charles Oberthür. Micronaclia severina ingår i släktet Micronaclia och familjen björnspinnare. Inga underarter finns listade i Catalogue of Life.